# El Chapo (Jake La Furia)
El Chapo è un singolo del rapper italiano Jake La Furia, pubblicato l'8 marzo 2016 come primo estratto dal secondo album in studio Fuori da qui.

## Descrizione
Traccia d'apertura dell'album, El Chapo è il primo brano da solista del rapper uscito a distanza di tre anni dall'album Musica commerciale ed è stato prodotto dai 2nd Roof.

## Video musicale
Il video, diretto da Igor Grbesic e Marc Lucas, è stato reso disponibile l'8 marzo 2016 attraverso il canale YouTube del rapper.

## Tracce
1. El Chapo – 4:12

## Classifiche
| Classifica (2016) | Posizione massima |
| ----------------- | ----------------- |
| Italia            | 68                |